# Theridion nesticum
Theridion nesticum là một loài nhện trong họ Theridiidae.
Loài này thuộc chi Theridion. Theridion nesticum được Herbert Walter Levi miêu tả năm 1963.